# نهائي كوبا ليبرتادوريس 2008
نهائي كأس ليبرتادوريس 2008 هو النهائي التاسع والأربعون من بطولة كأس ليبرتادوريس، البطولة التي ينظمها اتحاد أمريكا الجنوبية لكرة القدم (كونميبول).
لُعب النهائي بنظام الذهاب والإياب وجمع بين ليغا دي كيتو الإكوادوري وفلومينينسي البرازيلي. أُقيمت مباراة الذهاب على ملعب رودريغو باز دلغادو في كيتو يوم 25 يونيو 2008  بينما لُعبت مباراة الإياب على أرضية ملعب ماراكانا في مدينة ريو دي جانيرو يوم 2 يوليو 2008.
تأهل الفائز بكوبا ليبرتادوريس 2008 لكأس العالم للأندية 2008 كممثل لاتحاد أمريكا الجنوبية لكرة القدم، شارك في المنافسة ابتداءًا من الدور نصف النهائي. كما حصل على حق اللعب ضد الفائز بكوبا سود أمريكانا 2008 في ريكوبا سودأمريكانا 2009.
حقق ليغا دي كيتو لقبه الأول في البطولة بعد الفوز على خصمه فلومينينسي بركلات الجزاء الترجيحية 3–1، بعد انتهاء لقائي الذهاب والإياب بنتيجة 5–5 في المجموع.

## عن الفريقين
| الفريق       | نهائيات سابقة (الخط العريض يشير لسنة الفوز) |
| ------------ | ------------------------------------------- |
| ليغا دي كيتو | 0                                           |
| فلومينينسي   | 0                                           |

## مباراة الذهاب

### التفاصيل
| ليغا دي كيتو                                      | 4–2   | فلومينينسي              |
| ------------------------------------------------- | ----- | ----------------------- |
| - بيلار 2' - جيرون 28' - کامبوس 33' - أوروتيا 45' | تقرير | - كونكا 11' - نيفيز 51' |

## مباراة الإياب

### التفاصيل
| فلومينينسي                        | 3–1 (ب.و.إ.) | ليغا دي كيتو                     |
| --------------------------------- | ------------ | -------------------------------- |
| نيفيز 11'، 27'، 56'               | تقرير        | بولانوس 5'                       |
| ركلات الترجيح                     |              |                                  |
| كونكا · نيفيز · سانتوس · سيركويرا | 1–3          | أوروتيا · کامبوس · سالاس · جيرون |